# Richmond upon Thames
Richmond upon Thames este un burg în sud-vestul Londrei.